# گوی جکسون (تنیس‌باز)
 گوی جکسون (انگلیسی: Guy Jackson؛ زاده ۲۰ سپتامبر ۱۹۲۱ درگذشته ۱۸ ژوئن ۱۹۷۲) یک تنیس‌باز اهل ایرلند بود.